# Естес-Парк (Колорадо)
Естес-Парк (англ. Estes Park) — місто (англ. town) в США, в окрузі Ларімер штату Колорадо. Населення — 5904 особи (2020).

## Географія
Естес-Парк розташований за координатами 40°22′38″ пн. ш. 105°31′32″ зх. д. / 40.37722° пн. ш. 105.52556° зх. д. (40.377117, -105.525514).  За даними Бюро перепису населення США в 2010 році місто мало площу 17,59 км², з яких 17,37 км² — суходіл та 0,22 км² — водойми.

### Клімат
| Клімат : Естес-Парк     | Клімат : Естес-Парк | Клімат : Естес-Парк | Клімат : Естес-Парк | Клімат : Естес-Парк | Клімат : Естес-Парк | Клімат : Естес-Парк | Клімат : Естес-Парк | Клімат : Естес-Парк | Клімат : Естес-Парк | Клімат : Естес-Парк | Клімат : Естес-Парк | Клімат : Естес-Парк | Клімат : Естес-Парк |
| Показник                | Січ.                | Лют.                | Бер.                | Квіт.               | Трав.               | Черв.               | Лип.                | Серп.               | Вер.                | Жовт.               | Лист.               | Груд.               | Рік                 |
| Абсолютний максимум, °C | 11,7                | 13,3                | 19,4                | 23,3                | 27,8                | 31,7                | 33,3                | 33,3                | 31,7                | 24,4                | 20,0                | 12,2                | 33,3                |
| Середній максимум, °C   | 3,3                 | 5,0                 | 8,3                 | 12,8                | 17,8                | 23,3                | 26,7                | 25,6                | 21,1                | 15,6                | 7,8                 | 3,9                 | 13,9                |
| Середній мінімум, °C    | −8,3                | −7,2                | −5                  | −1,7                | 2,8                 | 6,7                 | 10,6                | 8,9                 | 5,0                 | 0,0                 | −4,4                | −8,3                | −0,1                |
| Абсолютний мінімум, °C  | −41,7               | −40                 | −34,4               | −28,3               | −15,6               | −8,9                | −6,1                | −7,8                | −13,9               | −22,2               | −33,3               | −37,2               | −41,7               |
| Норма опадів, мм        | 44                  | 40                  | 39                  | 46                  | 52                  | 48                  | 56                  | 67                  | 53                  | 44                  | 38                  | 47                  | 574                 |
| ----------------------- | ------------------- | ------------------- | ------------------- | ------------------- | ------------------- | ------------------- | ------------------- | ------------------- | ------------------- | ------------------- | ------------------- | ------------------- | ------------------- |
| Джерело:                |                     |                     |                     |                     |                     |                     |                     |                     |                     |                     |                     |                     |                     |

## Демографія
Згідно з переписом 2010 року, у місті мешкало 5858 осіб у 2796 домогосподарствах у складі 1704 родин. Густота населення становила 333 особи/км².  Було 4107 помешкань (233/км²).
Расовий склад населення:
| - 91,0 % — білих - 1,2 % — азіатів - 0,5 % — корінних американців - 0,3 % — чорних або афроамериканців - 5,5 % — осіб інших рас |

До двох чи більше рас належало 1,4 %. Частка іспаномовних становила 14,0 % від усіх жителів.
За віковим діапазоном населення розподілялося таким чином: 16,9 % — особи молодші 18 років, 57,9 % — особи у віці 18—64 років, 25,2 % — особи у віці 65 років та старші. Медіана віку мешканця становила 51,5 року. На 100 осіб жіночої статі у місті припадало 89,1 чоловіків;  на 100 жінок у віці від 18 років та старших — 86,6 чоловіків також старших 18 років.
Середній дохід на одне домашнє господарство  становив 68 964 долари США (медіана — 54 530), а середній дохід на одну сім'ю — 85 062 долари (медіана — 72 975). Медіана доходів становила 47 056 доларів для чоловіків та 34 864 долари для жінок. За межею бідності перебувало 10,0 % осіб, у тому числі 29,2 % дітей у віці до 18 років та 3,0 % осіб у віці 65 років та старших.
Цивільне працевлаштоване населення становило 2820 осіб. Основні галузі зайнятості: освіта, охорона здоров'я та соціальна допомога — 23,3 %, мистецтво, розваги та відпочинок — 20,2 %, роздрібна торгівля — 17,2 %.